# Georges Heylens
Georges Heylens, né le 8 août 1941 à Etterbeek (Bruxelles), est un footballeur belge reconverti entraîneur.

## Biographie
Bruxellois d’origine, Georges Heylens a poursuivi une grande carrière de footballeur en tant que défenseur au RSC Anderlecht, club pour lequel il a défendu les couleurs durant 14 saisons et 452 matches. Ce défenseur latéral droit  remporte sept titres de champion de Belgique.
Il compte 67 sélections en équipe de Belgique entre 1961 et 1973. 
Il a fait partie du onze anderlechtois Diables Rouges qui joue le 30 septembre 1964 à Anvers (Belgique-Pays-Bas, 1-0).
Il a aussi participé à la coupe du monde 1970 au Mexique mais la Belgique y a été éliminée au premier tour.
Heylens est ensuite devenu entraîneur, notamment de Lille entre 1984 et 1989.
Son dernier poste en date fut à l'UR Namur (Division 3 belge). Lors de la saison 2009-10, le club connaît un début de saison médiocre puis se reprend et s'approche du Top 5 (sur 18 club). Après la trêve les "vieux démons" reviennent et l'équipe peine à gagner. En mars, Heylens quitte le club toujours en proie à des soucis internes et en manque de moyens financiers concrets.
En 2011, il intègre la cellule de scout de Lille.

## Palmarès de joueur
- Champion de Belgique en 1962, 1964, 1965, 1966, 1967, 1968 et 1972 avec le Sporting d'Anderlecht
- Vainqueur de la Coupe de Belgique en 1965, 1972 et 1973  avec le Sporting d'Anderlecht
- Finaliste de la Coupe des villes de foires (ancêtre de la Coupe de l'UEFA) en 1970 avec le Sporting d'Anderlecht

## Palmarès d'entraîneur
- Entraîneur de l'année en 1984 avec Seraing.